# Relicario de los Tres Reyes Magos

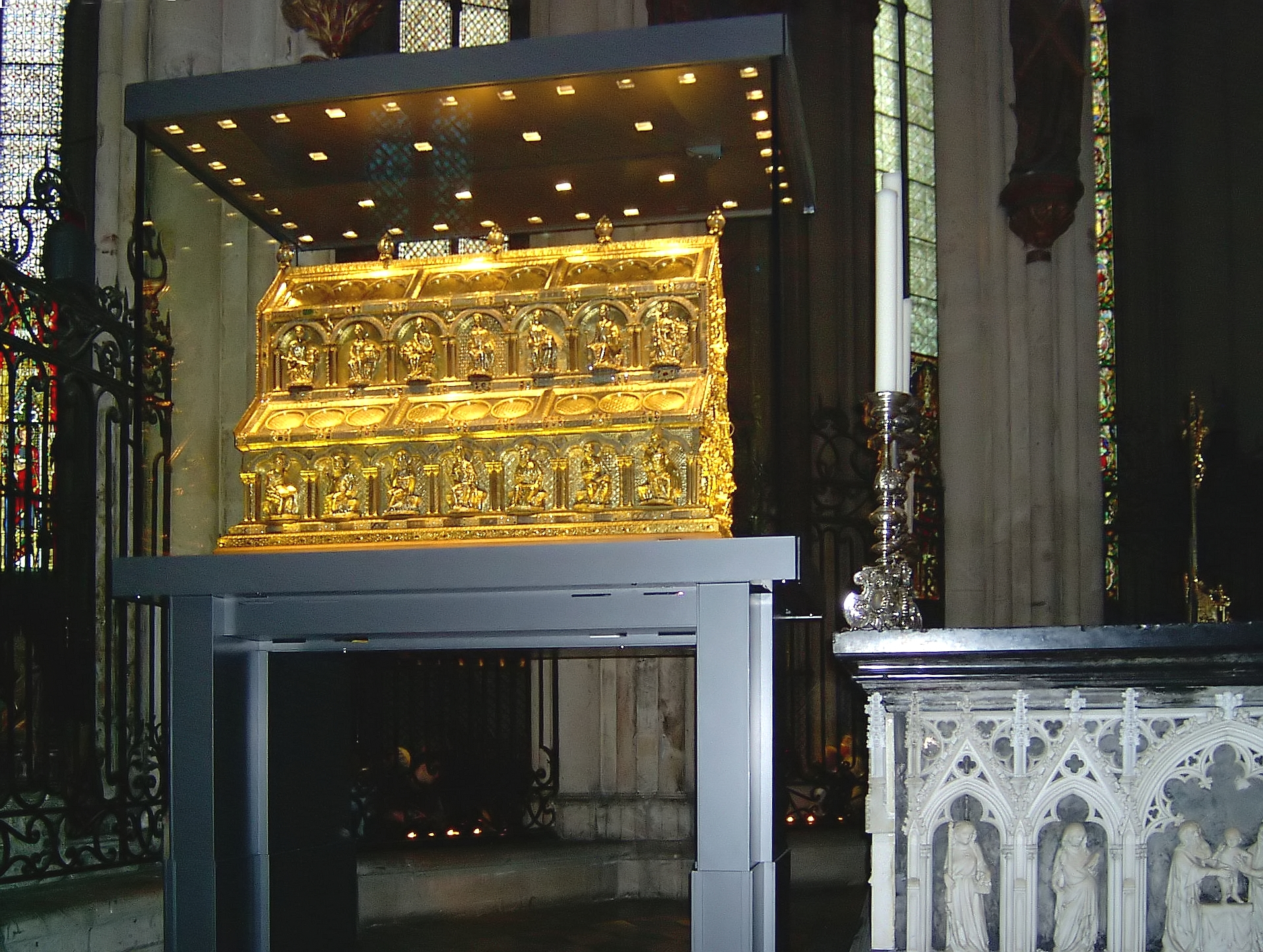
Relicario de los Reyes Magos en la catedral de Colonia.

El relicario de los Tres Reyes (en alemán Dreikönigsschrein) es un gran sarcófago triple, dorado y ricamente decorado, colocado encima y detrás del altar mayor de la Catedral de Colonia, en la ciudad de Colonia, Alemania, que supuestamente contiene los huesos de los Reyes Magos. La Iglesia católica conmemora su festividad el 24 de julio. 
El relicario, que fue realizado aproximadamente entre 1190 y 1225 por el orfebre Nicolás de Verdún, es considerado el relicario más grande y artísticamente exigente que se ha conservado de la Edad Media. Está construido en dos niveles en forma de basílica y decorado con figuras doradas, joyas de piedras preciosas, gemas, camafeos y esmaltes, que ilustran la historia de la salvación cristiana desde los comienzos del Antiguo Testamento hasta el Juicio Final. Se le considera el punto culminante del arte mosano y el relicario más grande en el mundo occidental.

## Historia

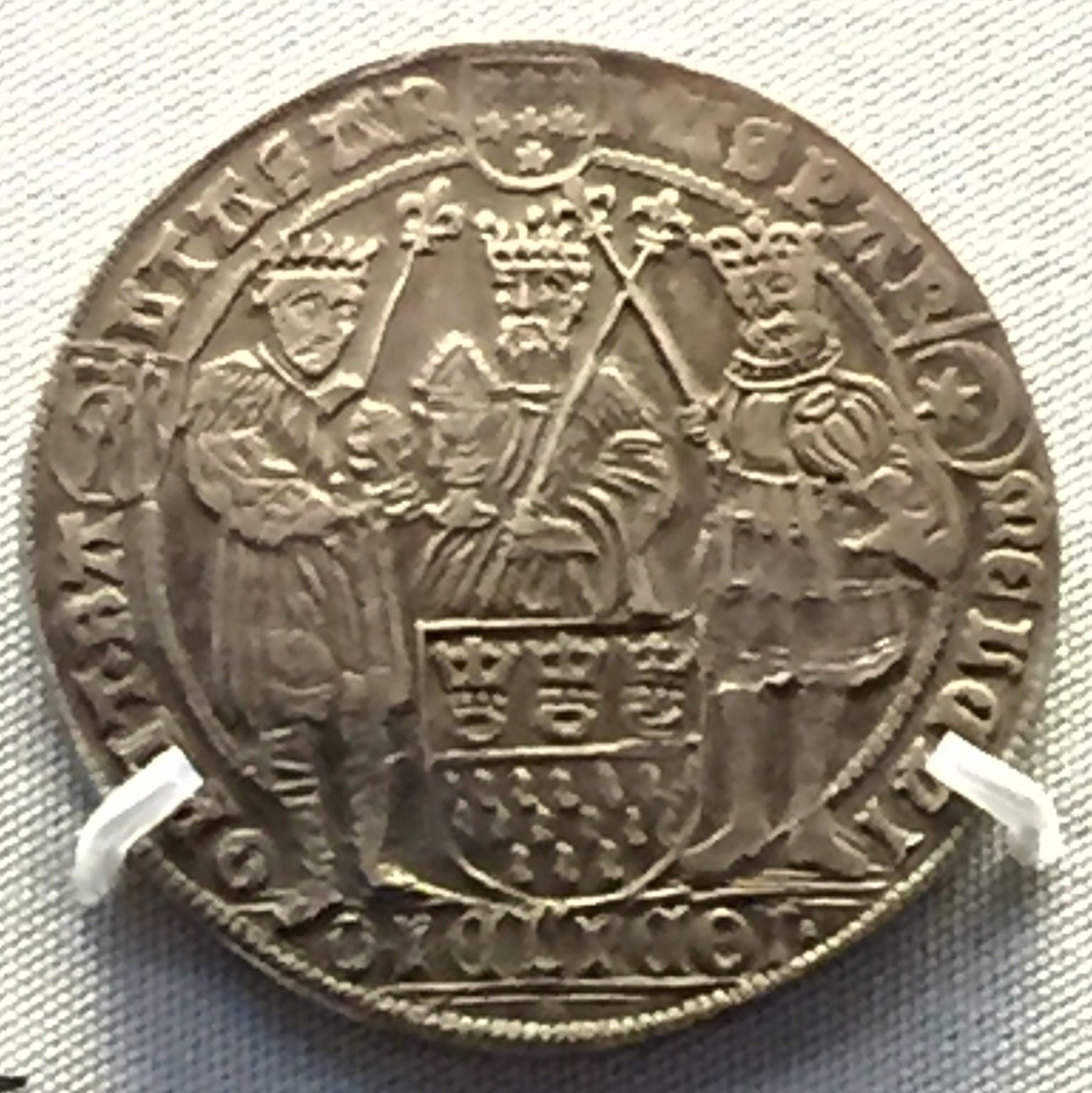
Moneda de plata de Colonia de 1516 que representa a los Reyes Magos.

Durante la Segunda cruzada, el obispo de Milán San Eustorgio, religioso noble de origen helénico, visitó Constantinopla para que el Emperador le permitiera aceptar su reciente nombramiento; este no sólo le dio su consentimiento, sino que además le hizo un regalo inolvidable: las veneradas reliquias rescatadas en el año 300 d. C. por la emperatriz Elena, madre del emperador romano Constantino I, en Saba.
Las reliquias de los Reyes Magos fueron saqueadas de Milán por el emperador del Sacro Imperio Romano Germánico Federico Barbarroja, que se las entregó al arzobispo de Colonia, Reinaldo de Dassel en 1164. Desde entonces las reliquias de los Tres Reyes atrajeron una corriente constante de peregrinos a Colonia:

En los días de Felipe de Heinsberg fue construido el relicario de los tres magos. Esto me fue confirmado por algunos testigos oculares que estaban presentes cuando los tres magos fueron puestos en el relicario.
Vita Eustorgii

Partes del relicario fueron diseñadas por el famoso orfebre medieval, Nicolás de Verdún, que empezó el trabajo en el año 1180 o 1181. Tiene esculturas de oro elaboradas de los profetas y apóstoles, y de las escenas de la vida de Cristo. El relicario se completó hacia 1225.
Alrededor de 1199, el emperador Otón IV entregó tres coronas áureas para los reyes magos como un donación a la iglesia de Colonia: «Otto rex coloniensis curiam celebrans tres coronas de auro capitibus trium magorum imposuit»; MGSS 17, 292. A causa de la importancia del relicario y la catedral para el posterior desarrollo de la ciudad, el escudo de armas de Colonia muestra todavía las tres coronas que simbolizan a los Tres Reyes.
La construcción de la actual catedral de Colonia se empezó en 1248 para albergar estas importantes reliquias. La construcción de la catedral tomó 632 años, para llegar a ser actualmente la iglesia gótica más grande de Europa septentrional.
El 20 de julio de 1864, el relicario se abrió, y fueron descubiertos restos de los Tres Reyes y monedas de Philipp von Heinsberg. El informe de un testigo ocular cuenta:

En un compartimiento especial del relicario que ahora se ve —junto con lo que queda de antiguas, viejas y podridas vendas, probablemente de biso, y con restos de resinas aromáticas y sustancias semejantes— numerosos huesos de tres personas, que bajo la guía de varios expertos presentes se podrían reunir en cuerpos casi completos: uno en su juventud temprana, el segundo en su virilidad temprana, el tercero más bien envejecido. Dos monedas, bracteates argentinos acuñados sólo por una cara, acompañaban lo anterior; uno, probablemente de los días de Philipp von Heinsberg, mostraba una iglesia, el otro mostraba una cruz, acompañado de la espada de mando a un lado, y del báculo obispal al otro.

Nota: «Así como la moneda de Philipp en Hartzheim, coloniensis de nummariae de rei de historia, tabla 3 n.os 14, 16 (1754), pero sin inscripción; la otra (moneda) en forma cuadrada, con en el centro una cruz, acompañada de la espada de mando a un lado, y del báculo obispal al otro, también sin inscripción, ciertamente no es más reciente y podría ser quizá una moneda de Reinaldo [de Dassel]».

Los huesos se envolvieron en seda blanca y fueron devueltos al relicario.

## Descripción

### Estructura
El relicario de los Reyes Magos tiene unas dimensiones aproximadas de 110 cm de ancho, 153 cm de alto, y 220 cm de largo. Los tres sarcófagos están superpuestos, tomando la forma de una especie de basílica: dos sarcófagos descansan pegados el uno al otro, y el tercer sarcófago descansa sobre las aristas superiores de los otros dos. Los laterales están completamente cubiertos, así que no hay espacio visible entre los sarcófagos. La estructura básica está hecha de madera, recubierta de oro y plata y decorada con filigranas, esmalte, y unas mil piedras preciosas. Estas últimas incluyen muchos camafeos y piezas grabadas, alguna aún precristiana.

### Decoración
Todo el relicario está envuelto con una elaborada cubierta decorativa. Hay 74 figuras en bajorrelieve de plata dorada en total, sin contar las figuras adicionales, más pequeñas, en la decoración del fondo. En los lados, las imágenes de profetas decoran la parte más baja, mientras que las imágenes de los apóstoles y evangelistas decoran la parte superior. Un extremo muestra (a través del fondo, de izquierda a derecha) imágenes de la Adoración de los Magos, María entronizada con el niño Jesús, y el Bautismo de Cristo, y arriba, Cristo entronizado en el Juicio Final. El otro extremo muestra las escenas de la Pasión: El Martirio de Cristo (abajo izquierda) y la Crucifixión (abajo izquierda), con Cristo resucitado arriba. Este extremo tiene asimismo un busto de Reinaldo de Dassel en el centro.

## Ficción
- En la novela Baudolino (2000), Umberto Eco describe el descubrimiento y el donativo subsiguiente de las reliquias de Magos como un bulo del siglo XII perpetrado por el protagonista de la novela.
- En la novela Mapa de huesos (2005), de James Rollins, el relicario contiene oro en estado monoatómico, producido por los Reyes Magos, en lugar de las santas reliquias.
- En la novela Mercado de espejismos (2007) de Felipe Benítez Reyes, se describe irónicamente las aventuras de un grupo de traficantes de reliquias a las que se les dio como encargo el robo del relicario. La novela es una burla a los libros de fantasía al modo que el Quijote fue una burla a los libros de caballería.